# 2012년 전국소년체육대회
제41회 전국소년체육대회는 2012년 5월 26일부터 5월 29일까지 대한민국 경기도에서 열렸다.

## 개요
- 대회명칭 : 제41회 전국소년체육대회
- 개최기간 : 2012년 5월 26일 ~ 2012년 5월 29일
- 개최지 : 경기도 (주개최지 : 고양시)
- 구호 : 몸도 튼튼, 마음도 튼튼, 나라도 튼튼
- 참가인원 : 11,778명
- 종별 : 초등부, 중등부
- 마스코트 : 꿈이와 손이

## 종목

### 정식종목
| - 검도 - 근대3종 - 농구 - 럭비 - 레슬링 - 롤러 - 배구 - 배드민턴 - 복싱 - 볼링 | - 사격 - 사이클 - 소프트볼 - 수영 (경영, 다이빙, 수구) - 씨름 - 야구 - 양궁 - 역도 - 요트 - 유도 | - 육상 - 정구 - 조정 - 체조 - 축구 - 카누 - 탁구 - 태권도 - 테니스 - 트라이애슬론 | - 펜싱 - 하키 - 핸드볼 |

## 경기장
| 종목         | 소재지   | 경기장                       | 종별                  | 세부종목 | 비고                           |
| ------------ | -------- | ---------------------------- | --------------------- | -------- | ------------------------------ |
| 검도         | 시흥시   | 시흥검도수련원               | 전종별                |          |                                |
| 근대3종      | 수원시   | 경기체고                     | 전종별                |          |                                |
| 농구         | 수원시   | 보훈재활체육센터             | 중학부                |          |                                |
| 농구         | 수원시   | 수원여고체육관               | 초등부                |          |                                |
| 럭비         | 안산시   | 안산호수공원경기장           | 전종별                |          |                                |
| 레슬링       | 파주시   | 파주 NFC풋살경기장           | 전종별                |          |                                |
| 롤러         | 안양시   | 안양롤러경기장               | 전종별                |          |                                |
| 배구         | 안산시   | 올림픽기념체육관             | 남자중학부            |          |                                |
| 배구         | 안산시   | 감골체육관                   | 여자중학부            |          |                                |
| 배구         | 안산시   | 원곡고등학교                 | 남자초등부/여자초등부 |          |                                |
| 배드민턴     | 수원시   | 수원시배드민턴전용경기장     | 전종별                |          |                                |
| 복싱         | 양평군   | 양평실내체육관               | 중량급                |          | 물맑은양평체육관으로 명칭 변경 |
| 복싱         | 양평군   | 양평초등학교                 | 경량급                |          |                                |
| 볼링         | 안양시   | 안양호계볼링장               | 전종별                |          |                                |
| 사격         | 화성시   | 경기도종합사격장             | 전종별                |          |                                |
| 사이클       | 의정부시 | 의정부시벨로드롬경기장(실외) | 전종별                |          |                                |
| 세팍타크로   | 서천군   | 서천 국민체육센터            | 전종별                |          |                                |
| 소프트볼     | 평택시   | 서부운동장                   | 전종별                |          |                                |
| 수영         | 고양시   | 고양체육관(수영장)           | 전종별                |          |                                |
| 씨름         | 수원시   | 수원실내체육관               | 전종별                |          |                                |
| 야구         | 수원시   | 수원야구장                   | 중학부                |          | 수원 KT위즈파크로 명칭 변경    |
| 야구         | 성남시   | 탄천야구장                   | 초등부                |          |                                |
| 양궁         | 안산시   | 안산시낭운동장               | 전종별                |          |                                |
| 역도         | 평택시   | 이충문화체육센터             | 전종별                |          |                                |
| 요트         | 평택시   | 평택호 요트경기장            | 전종별                |          |                                |
| 유도         | 용인시   | 용인시체육관                 | 전종별                |          |                                |
| 육상         | 고양시   | 고양종합운동장               | 전종별                |          |                                |
| 정구         | 안성시   | 안성국제정구장               | 전종별                |          |                                |
| 조정         | 용인시   | 용인조정경기장               | 전종별                |          |                                |
| 체조         | 고양시   | 고양체육관                   | 전종별                |          |                                |
| 축구         | 고양시   | 충장공원 축구장              | 남자중학부            |          |                                |
| 축구         | 고양시   | 고양어울림누리               | 남자중학부            |          |                                |
| 축구         | 고양시   | 대화레포츠공원 축구장        | 여자중학부            |          |                                |
| 축구         | 고양시   | 중산축구장                   | 여자중학부            |          |                                |
| 축구         | 파주시   | 금촌체육공원축구장           | 남자초등부            |          |                                |
| 축구         | 파주시   | 파주스타디움보조구장         | 남자초등부            |          |                                |
| 축구         | 파주시   | 문산체육공원 축구장          | 여자초등부            |          |                                |
| 축구         | 파주시   | 내포리체육공원 축구장        | 여자초등부            |          |                                |
| 카누         | 하남시   | 미사리카누경기장             | 전종별                |          |                                |
| 탁구         | 부천시   | 송내사회체육관               | 전종별                |          |                                |
| 태권도       | 성남시   | 성남실내체육관               | 전종별                |          |                                |
| 테니스       | 부천시   | 부천시 시립테니스장          | 중학부                |          |                                |
| 테니스       | 고양시   | 성사시립테니스코트           | 초등부                |          |                                |
| 트라이애슬론 | 이천시   | 이천설봉공원                 | 전종별                |          |                                |
| 펜싱         | 화성시   | 화성종합경기타운실내체육관   | 전종별                |          |                                |
| 하키         | 성남시   | 성남하키경기장               | 남자부                |          |                                |
| 하키         | 평택시   | 평택소사벌레포츠타운경기장   | 여자부                |          |                                |
| 핸드볼       | 부천시   | 부천실내체육관               | 남자중학부/여자초등부 |          |                                |
| 핸드볼       | 부천시   | 부천공고 체육관              | 남자초등부/여자초등부 |          |                                |
| 핸드볼       | 부천시   | 부천남중 체육관              | 여자중학부/여자초등부 |          |                                |